# Nahuel Leivas
Nahuel Leivas Rodríguez (Montevideo, 29 giugno 2006) è un calciatore uruguaiano, difensore del Montevideo City Torque.

## Caratteristiche tecniche
È un terzino sinistro.

## Carriera

### Club
È cresciuto nel settore giovanile del Montevideo City Torque, con cui ha firmato il primo contratto professionistico il 24 gennaio 2024. Ha debuttato in prima squadra il 21 aprile seguente nell'incontro di Segunda División pareggiato 1-1 contro l'Atenas ed ha segnato il suo primo gol il 10 novembre contro il Cooper.

### Nazionale
Ha giocato con la nazionale urguaiana Under-17.

## Statistiche

### Presenze e reti nei club
Statistiche aggiornate al 7 marzo 2025.
| Stagione        | Squadra                | Campionato      | Campionato | Campionato | Coppe nazionali | Coppe nazionali | Coppe nazionali | Coppe continentali | Coppe continentali | Coppe continentali | Altre coppe | Altre coppe | Altre coppe | Totale | Totale | Totale |
| Stagione        | Squadra                | Comp            | Pres       | Reti       | Comp            | Pres            | Reti            | Comp               | Pres               | Reti               | Comp        | Pres        | Reti        | Pres   | Reti   |        |
| --------------- | ---------------------- | --------------- | ---------- | ---------- | --------------- | --------------- | --------------- | ------------------ | ------------------ | ------------------ | ----------- | ----------- | ----------- | ------ | ------ | ------ |
| 2024            | Montevideo City Torque | SD              | 14         | 1          | CU              | 3               | 0               |                    | -                  | -                  |             | -           | -           | 17     | 1      |        |
| 2025            | Montevideo City Torque | PD              | 5          | 1          | CU              | 0               | 0               | -                  | -                  | -                  |             | -           | -           | 5      | 1      |        |
| Totale carriera | Totale carriera        | Totale carriera | 19         | 1          |                 | 3               | 0               |                    | -                  | -                  |             | -           | -           | 22     | 2      |        |